# Erlandsbergssjön
Erlandsbergssjön är en sjö i Flens kommun i Södermanland och ingår i Nyköpingsåns huvudavrinningsområde.